# Spargania ruptifascia
Spargania ruptifascia là một loài bướm đêm trong họ Geometridae.